# Friedrich Ernst von Fabrice

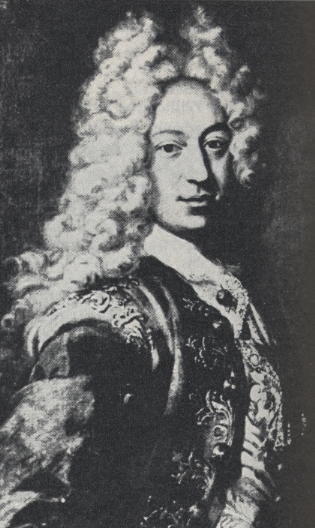
Friedrich Ernst von Fabrice

Friedrich Ernst von Fabrice (* Juni 1683 in Celle; † 2. Februar 1750 in Lüneburg) war ein deutscher Diplomat.

## Leben
Friedrich Ernst war ein Sohn von Weipart Ludwig von Fabrice. Nach Besuch der Ritterakademie in Lüneburg ging er 1703 an die Universität Kiel. 1706 wurde er in diplomatischer Mission nach Altranstädt in das Hauptquartier Karl XII. entsandt.
Nach der Niederlage Karls in der Schlacht bei Poltawa traf Fabrice den König in Bender, blieb vier Jahre bei ihm und gewann dessen Vertrauen.
Im November 1714 kehrte Fabrice nach Deutschland zurück. Im Auftrag des Freiherrn Georg Heinrich von Görtz versuchte Fabrice die Annäherung Englands an Schweden zu erreichen, brach diese Mission jedoch nach dem Tode Karls und der Tötung Goertzs ab. Er war danach Kammerherr Georgs I. am Londoner Hofe. Hier traf er 1726 bis 1729 mit Voltaire zusammen, dem er für das Werk „Histoire de Charles XII“ (2 Bände, 1731) zuarbeitete.
Nach dem Tod Georg I. kehrte Fabrice 1729 in die Heimat zurück und verfasste seine Memoiren.